# Dauði Baldrs
Dauði Baldrs (c древнескан. «Смерть Бальдра») — пятый студийный альбом норвежского музыкального проекта Варга Викернеса Burzum. В отличие от предыдущих работ Burzum, которые были выполнены в основном в стиле блэк-метал, этот альбом является эмбиентным. Она была записана с помощью синтезатора и обычного магнитофона Варгом Викернесом, когда он находился в тюрьме, поскольку ему не разрешалось иметь при себе никаких других инструментов или звукозаписывающего оборудования. Он был завершён за несколько месяцев из-за его ограниченного доступа к синтезаторам, что также имело место со следующим альбомом — Hliðskjálf (1999 г.).

## Предыстория и запись
Находясь в тюрьме, Варг Викернес дистанцировался от блэк-метала, к которому, согласно его заявлениям в то время, он больше не чувствовал привязанности, назвав его «негритянской музыкой», и объявил, что, по-видимому, больше никогда не будет записывать метал-пластинки. Также «отрекшись от своего метал-прошлого», Викернес оставил Burzum в живых и воспользовался записывающим оборудованием, которым ему иногда разрешалось пользоваться во время пребывания в тюрьме. На Dauði Baldrs он играл исключительно на клавишных. В качестве студии он называет Breiðablik Tónholl. Он назвал альбом первой частью трилогии об асах.
После того, как Викернес отбыл срок в тюрьме, он снова вернулся к металу, несмотря на заявления об обратном, в процессе снова затронув тему Бальдра и объявив, что на грядущем альбоме Belus будет представлена метал-версия песни 1993 года «Dauði Baldrs». Как и Dauði Baldrs, Belus — это концептуальный альбом, посвящённый богу света Бальдру; но в то время как первый относится только к мифам вплоть до Рагнарёка включительно, Belus затрагивает весь миф. По его словам, по сравнению с Dauði Baldrs — это «бесконечно более просвещённая интерпретация».
В одном из видео для своего блога Варг рассказал, как происходила запись альбомов в период его нахождения под стражей. Для записи дорожек он использовал музыкальный процессор с функцией диктофона и записи на компакт-диск. Он подключил к нему синтезатор и записал дорожки по одной, после чего выслал диск Эйрику «Питтен» Хундвину, владельцу студии Grieghallen и продюсеру, который работал с Викернесом над его предыдущими альбомами. Хундвин свёл дорожки и опубликовал альбом.

## Концепция и темы
Все произведения являются инструментальными, но альбом содержит сопроводительные тексты. Викернес рассматривает миф о смерти Бальдра как метафору различных сторон человеческой психики; с Бальдером умирает смысл жизни. Локи олицетворяет логику, которая распознаёт проблему и пытается её решить, не задумываясь о последствиях. Фригг олицетворяет чистоту сердца, а омела, от которой умирает Бальдер, является паразитом на дереве Иггдрасиль, древе жизни и человечества. Хёд, которого Локи использует, чтобы убить Бальдра с помощью омелы, символизирует слепоту в человеке. Жена Бальдра — Нанна, которая умирает от горя после его похорон, олицетворяет близость, а гном Лит, которого Тор в гневе пнул на костре, а затем умер, символизирует доверие. Таким образом, доверие и близость умирают, когда умирает смысл жизни.
Затем асы отправляют Хермод (меркурианскую силу или оккультные силы в человеке) в Царство Мёртвых Хель, которое у Викернеса означает подсознательное. Хермод встречает Бальдра, сидящего на троне рядом с Хель, а богиня Хель, в свою очередь, выступает за самоцензуру человека. Чтобы Бальдер мог вернуться в Асгард, Хель требует, чтобы весь мир плакал о нём, чтобы доказать, что его любят больше всего на свете. Хермод отчитывается перед асами, и они заставляют всех плакать, за исключением старухи, которая на самом деле является замаскированным Локи. Викернес указывает в этой связи, что логика, за которую выступает Локи, лишена чувств. Тем самым он препятствует человечеству вновь обрести смысл жизни; другими словами, современная наука препятствует человеку вновь обрести смысл жизни. Хотя человек знает, зачем он живёт, он знает истину, но он не может принять её, потому что она не поддаётся научному доказательству. Поэтому Рагнарёк был единственным решением. Рагнарёк — это «Сумерки богов» (то есть смерть всех божеств), но и новое начало. После этого Бальдер и сыновья и дочери богов вернутся и принесут Золотой век.
Что касается вопроса о том, что означает омела, в «Ереси» Викернеса рекомендуется взглянуть на историю и задать этот вопрос самому себе. В последующих риторических вопросах о том, кто такие «паразиты человечества» и какая религия убила языческий смысл жизни, он ссылается соответственно на евреев и христианство, используя широко распространённое в крайне правом лагере представление об «иудео-христианстве».
Хотя обложка пластинки и пояснения Викернеса о значении альбома явно расистские, сопроводительная лирика «не является откровенно неонацистской. Скорее, они отражают его языческие верования и повествуют о персонажах из норвежских народных сказок и преданий».

## Композиция и стиль
Альбом минималистичен, песни в основном состоят из нескольких простых мелодий, повторяющихся по всей длине. Музыкальный обозреватель из metal.de в своём обзоре исходил из того, что это были бесконечные повторы, которые на самом деле должны были стать просто вступлениями. Поскольку это MIDI-записи, имитируемые инструменты, такие как саксофон (как в первой песне «Dauði Baldrs») и скрипка, не звучат аутентично, тогда как звуки фортепиано и клавишных звучат нормально. «Bálferð Baldrs», согласно обзору на Ultimate-Guitar.сом ремейк песни «Jesus' Tod» из предыдущего альбома Filosofem с одной мелодией, повторяющейся на протяжении всей песни; в некоторых отрывках она не воспроизводится, в них слышен только фоновый припев и клавишные. «Illa tiðandi» — минималистское произведение; оно состоит только из простых медленных фортепианных мелодий, две из которых постоянно повторяются и иногда дополняются припевом. Сам Викернес написал на своей интернет-странице в 2009 году следующее: 

Dauði Baldrs — это то, что я мог исполнять из тюремной камеры, и Hliðskjálf тоже, но мне нравилась любая музыка.
В альбоме Dauði Baldrs «Викернес <…> сделал ставку на звучание синтезатора, напоминающее сферическую форму, а не на рок-мелодии»; альбом обычно ассоциируется с эмбиентом или дарк-эмбиентом, в книге «Lords of Chaos» он описывается как «своего рода мрачная электроника», и «в сочетании с мистической метафоричностью текстов <…> даже описывается как мрачная нью-эйдж-музыка».

## Художественное оформление
На обложке пластинки, написанной Таней Штене, изображены несколько стоящих и один стоящий на коленях викинг, а также христианский священник и его прислужник. Расистское мировоззрение Викернеса чётко прослеживается в их изображении: плащ стоящего на коленях викинга, который является королём остальных, украшен закруглёнными свастиками, а сам Викернес отметил в журнале Muspellzheimr, что «все светловолосые и голубоглазые, кроме незнакомца, носителя смерти, то есть священника и его прислужника».
Альтернативная обложка с надписью Balder’s dod изображает обнажённых мёртвых викингов на полу; другой сидит на полу, одетый викинг достаёт дубинку с шипами, чтобы убить его. Другой смеётся над ним, а другой протягивает обнажённому викингу латинский крест.

## Выпуск
Первоначально альбом назывался Balders Død. Промо-диск Misanthropy Records, разосланный до выхода альбома, имел это название, а также другую обложку. Кроме того, на некоторых копиях альбома есть опечатка логотипа Burzum, которая пишется как «Burzu».

## Отзывы критиков
| Оценки критиков | Оценки критиков |
| Источник        | Оценка          |
| --------------- | --------------- |
| AllMusic        | [ 16 ]          |
| Sputnikmusic    | [ 1 ]           |

Музыку на Dauði Baldrs и Hliðskjálf сравнивали с группой Dead Can Dance или называли отходом от неё; Сам Викернес упоминал в интервью, что познакомился с ними и часто слушал их альбом Within the Realm of a Dying Sun в 1992 году.
На metal.de писали, что у Burzum с Dauði Baldrs «снова появляется что-то действительно полезное: яркая музыка, разнообразные песни, инновационные мелодические дуги. Во всяком случае, теоретически». В качестве продолжительных вступлений эти произведения дают «тягучую, почти не меняющуюся клавишную мелодию, которая даже не позволяет заснуть из-за экспоненциально возрастающего нервного фактора после минуты». По мнению обозревателя AllMusic, простые мелодии, представлявшие собой последовательности аккордов, стали для Викернеса способом выразить свои языческие воззрения, мизантропический взгляд на культуру и общество.
Тайлер Манро из Sputnikmusic рассудил, что «почти всё в этом альбоме» ужасно. Это "блэк-металлический эквивалент сцены из «Пошёл ты, Фредди!», где Гордон играет на органе из сосисок, «хромая попытка» в неоклассической обстановке, и звучит так, как будто его играют на детском пианино. Обложка пластинки была смешной, и он давно не смеялся так, как над этой музыкой, хотя альбом начинается эпично, пока не включается саксофонная MIDI-дорожка. Подытожив он дал альбому оценку 1,5 из 5, заявив, что это «40 минут безумного неонациста-убийцы, сжигающего церкви, играющего на игрушечном пианино. Это только наполовину так смешно, как кажется». В обзоре на Ultimate-Guitar.com назвали Dauði Baldrs «отличным эмбиентным альбомом» с ужасными MIDI-звуками, которые значительно ухудшили альбом; он критиковал, что такие инструменты, как саксофон и скрипка, звучат нелепо в MIDI-версиях, а звук ведущей скрипки разрушает песню, как например в «Hermoðr á Helferð».

## Список композиций
| №                   | Название                                      | Длительность |
| ------------------- | --------------------------------------------- | ------------ |
| 1.                  | «Dauði Baldrs» («Смерть Бальдра»)             | 8:49         |
| 2.                  | «Hermoðr Á Helferð» («Хермод на пути в Хель») | 2:41         |
| 3.                  | «Bálferð Baldrs» («Бальдр в огне»)            | 6:05         |
| 4.                  | «Í Heimr Heljar» («В доме у Хель»)            | 2:02         |
| 5.                  | «Illa Tiðandi» («Дурные вести»)               | 10:29        |
| 6.                  | «Móti Ragnarokum» («На пути к Рагнарёку»)     | 9:04         |
| Общая длительность: | Общая длительность:                           | 39:10        |

## Участники записи
- Варг Викернес — вся музыка и инструменты;
- Эйрик «Питтен» Хундвин — сведение, мастеринг;
- Tanya Stene (Таня Штене) — обложка и другие иллюстрации;